# 대구광역시 부교육감
대구광역시 부교육감(大邱廣域市 副敎育監)은 대구광역시교육감을 보좌하여 대구광역시교육청의 사무를 담당하는 고위공무원이다.
부교육감은 국가직 나급 상당의 고위공무원이나 장학관으로 보한다.

## 역대 부교육감
| 대수 | 계급   | 이름   | 임기                              |
| ---- | ------ | ------ | --------------------------------- |
| 1대  | 장학관 | 김연철 |                                   |
|      |        |        |                                   |
|      |        |        |                                   |
|      |        |        |                                   |
|      |        |        |                                   |
|      | 고공단 | 임준희 | ~ 2015년 11월 3일                 |
|      | 고공단 | 오석환 | 2015년 11월 4일                   |
|      | 고공단 | 배성근 | 2019년 1월 18일 ~ 2021년 7월 25일 |
|      | 고공단 | 강병구 | 2021년 7월 26일 ~ 2023년 4월 6일  |
|      | 고공단 | 전진석 | 2023년 4월 7일                    |
|      | 고공단 | 김태훈 | 2024년 1월 15일~                  |